# Pariser Kommune
Als Pariser Kommune (französisch La Commune de Paris) wird der während des Deutsch-Französischen Krieges spontan gebildete revolutionäre Pariser Stadtrat vom 18. März 1871 bis 28. Mai 1871 bezeichnet, der gegen den Willen der konservativen Zentralregierung versuchte, Paris nach sozialistischen Vorstellungen zu verwalten. Ihre Mitglieder werden Kommunarden (frz. communards, Sg. communard) genannt. Die Pariser Kommune gilt als Vorbild der Rätedemokratie.

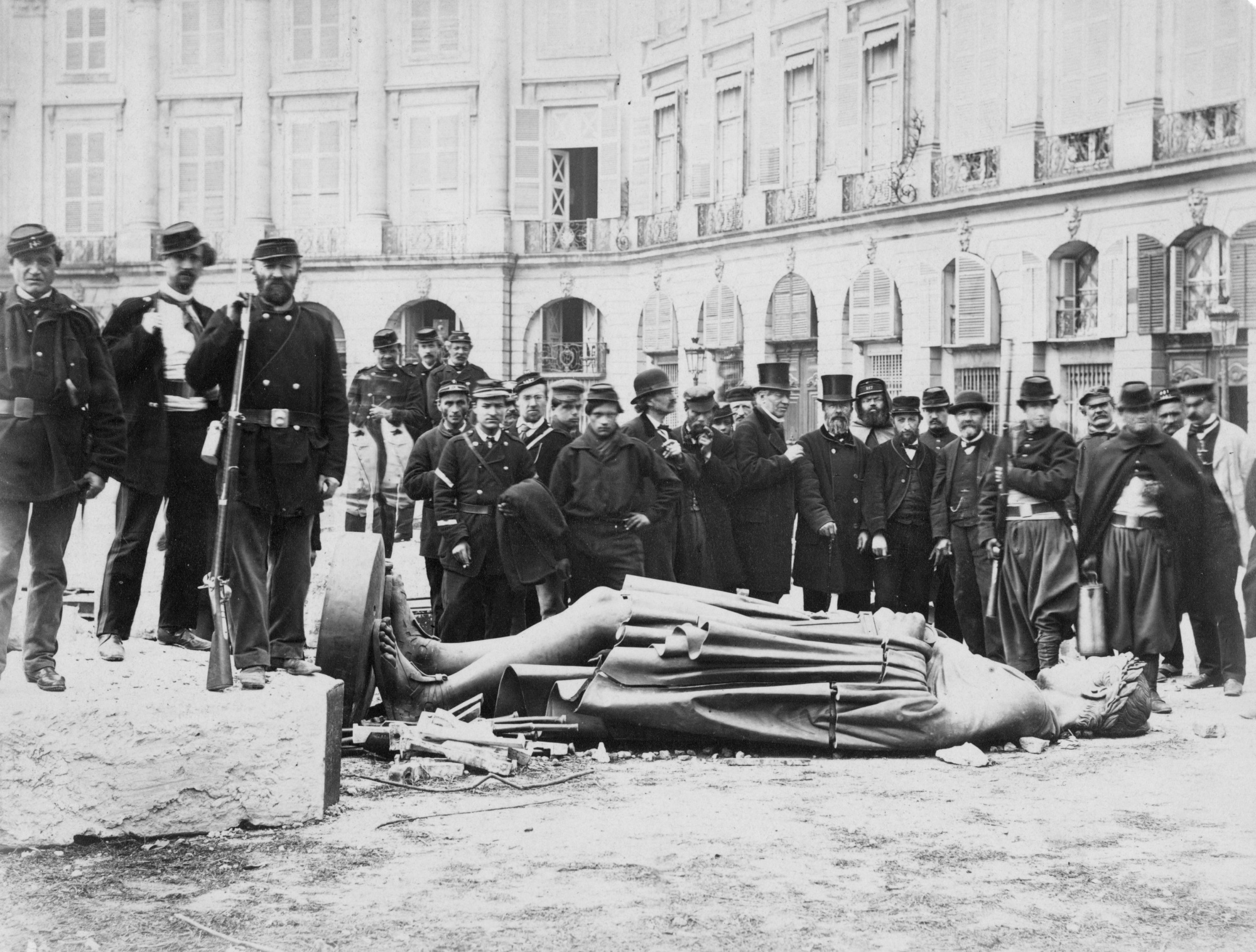
Pariser Kommunarden beim Sturz der Colonne Vendôme, im Vordergrund die zertrümmerte Statue des Napoleon Bonaparte

## Hintergründe des Aufstands

### Der Deutsch-Französische Krieg
Die Ereignisse um die Pariser Kommune spielten sich während des Deutsch-Französischen Krieges von 1870/1871 ab. Am 1. September 1870 verlor die französische Armée de Châlons, welche die Belagerung der seit dem 20. August bei Metz eingeschlossenen Armée du Rhin aufbrechen sollte, die Schlacht bei Sedan und wurde selbst eingeschlossen. Sie musste tags darauf kapitulieren, wobei auch Kaiser Napoleon III. gefangen genommen wurde. Nur das neugebildete 13. Korps hatte sich der Einkesselung bei Sedan entziehen können und war damit der letzte einsatzfähige Rest des französischen Feldheeres.
Die Nachricht von diesen Ereignissen erreichte Paris am Nachmittag des 3. September und sorgte für Empörung. Am 4. September wurde die Deputiertenkammer von Volksmassen gestürmt, kurz danach wurde die im Parlament bereits in der vorhergehenden Nacht beantragte Absetzung des Kaisers verkündet und die Republik ausgerufen. Noch am Nachmittag des 4. verließ die Kaiserin Paris und floh nach England. In Paris wurde aus den in dieser Stadt gewählten Abgeordneten der letzten napoleonischen Deputiertenkammer eine Regierung der nationalen Verteidigung gebildet. Ihre führenden Köpfe waren Jules Favre (Äußeres) und Léon Gambetta (Inneres), ihr Chef der von Napoleon zum Gouverneur von Paris ernannte General Trochu, der auch zeitweise als Kriegsminister fungierte. Weitere Mitglieder waren Emmanuel Arago (Justiz), Jules Ferry, Louis-Antoine Garnier-Pagès, Alexandre Glais-Bizoin, Adolphe Crémieux, Eugène Pelletan, Ernest Picard (Finanzen), Henri Rochefort und Jules Simon (Unterricht). Die neue Regierung setzte den Krieg trotz der ungünstigen strategischen Lage entschlossen fort.
Vom 19. September 1870 bis zum Abschluss des Waffenstillstandes am 28. Januar 1871 wurde die französische Hauptstadt von den Deutschen belagert. Bereits in dieser Zeit radikalisierten sich Teile der Nationalgarde, was sich in Demonstrationen, Unruhen und Putschversuchen am 22. und 27. September, am 7./8. Oktober sowie am 31. Oktober 1870 (nach dem Eintreffen der Nachricht von der Kapitulation der Armee Bazaine) und am 22. Januar 1871 niederschlug. Mit dem Zentralkomitee der 20 Stadtbezirke hatte sich unter maßgeblichem Einfluss Louis-Auguste Blanquis, Jules Vallès’, Gustave Flourens’, E. Razouas, Eugène Varlins, Jean-Baptiste Millières, Dominique Régères u. a. bereits am 11. September eine inoffizielle Gegenregierung gebildet, welche erstmals am 17. September die Bildung einer Kommune forderte.
Durch den gewährten Tagessold von 1,50 Franc nebst Zulagen für Familienangehörige (0,75 Franc für Frauen, 0,25 Franc pro Kind) entstand eine Situation, in der der Dienst in der Nationalgarde für viele Arbeiter wesentlich attraktiver war als die Arbeit im Beruf. So entstanden bereits am 30. September zu den seit langem bestehenden 60 Bataillonen, die nur aus wahlberechtigten, d. h. wohlhabenden Bürgern rekrutiert waren, nicht nur, wie von der Regierung beschlossen, 60 neue, vorwiegend aus Arbeitern bestehende Bataillone, sondern es kamen 194 hinzu, allerdings nur selten in der vorgeschriebenen Stärke. Jules Ferry berichtete am 16. September in einer Sitzung der Regierung: „Die Bataillone, die sich eben bilden, sind ohne Soldaten; die Bataillonschefs ernennen sich selbst oder lassen sich von einer Handvoll Freunde ernennen.“ Für die militärische Auseinandersetzung mit dem äußeren Feind waren diese Truppenteile mangels jeglicher Ausbildung weitgehend unbrauchbar, dagegen stellten sie eine für die Regierung gefährliche Bürgerkriegsarmee dar, die verbal für die guerre à outrance (Krieg bis zum Äußersten) und gegen jeden Waffenstillstand, aber auch gegen die Wahl einer Nationalversammlung eintrat, mit einem Zitat Blanquis aus dessen Zeitung La Patrie en danger vom 28. September 1871 ausgedrückt: „die Abgeordnetenversammlungen sind eine verbrauchte, verdammte, schlechte Mode, nicht bloß in Zeiten der Krisis, in Zeiten des Krieges, sondern zu allen Zeiten“.
Am 28. Januar 1871 wurde schließlich ein Waffenstillstand vereinbart, der auch die Wahl einer Nationalversammlung für den 8. Februar vorsah, welche am 12. in Bordeaux zusammentrat und am 17. Adolphe Thiers zum Ministerpräsidenten („Haupt der vollziehenden Gewalt der französischen Republik“) wählte. Gemäß dem Vorfrieden von Versailles vom 26. Februar, der von Adolphe Thiers und Jules Favre ausgehandelt worden war, rückten kleine Kontingente der deutschen Armee (Teile des VI. und XI. sowie des II. bayerischen Armeekorps, zusammen etwa 30.000 Mann) am 1. März, 10:00 Uhr, in Teile der Stadt rechts der Seine ein und besetzten die dortigen Forts, zogen sich aber bis zum 3. März, 11:00 Uhr, nach der Übergabe der Ratifikationsurkunde für den Vorfrieden am 2. März, wieder zurück.

### Entwicklung in Paris
Während die regulären Truppen in Paris entsprechend dem Waffenstillstandsabkommen (bis auf 12.000 Mann für den inneren Dienst) entwaffnet und aus der Armee entlassen wurden, bestand Jules Favre entgegen dem Rat Bismarcks darauf, die Nationalgarde nicht zu entwaffnen, denn er befürchtete ein Blutbad bei der Ausführung dieser Bestimmung. Weil nach der Unterzeichnung des Vorfriedens viele Angehörige der 60 bürgerlichen Bataillone die Stadt verlassen hatten, erlangte der revolutionsbereite Teil der Nationalgarde das militärische Übergewicht in der Stadt, was unmittelbar nach dem Abzug der Deutschen noch am 3. März zu Plünderungen und in der Nacht vom 3./4. März zu einem Angriff auf Polizeiposten und der Verteilung der dabei erbeuteten weiteren Waffen führte. Außerdem benannte sich das Zentralkomitee der 20 Arrondissements am 3. März in Hauptausschuss des Republikanischen Bundes der Nationalgarde der inzwischen 215 „verbündeten Bataillone“ um, was eine deutliche Kampfansage an die frisch gewählte Nationalversammlung war, deren Mehrheit (450 von 750) aus royalistischen Abgeordneten bestand, allerdings in drei Gruppierungen – zwei große und eine kleine – mit jeweils unterschiedlichem Thronprätendenten (Legitimisten (182 Mandate): Graf von Chambord – Orléanisten (214 Mandate): Graf von Paris – Bonapartisten: Napoleon III., später Napoleon IV.) gespalten und deshalb zwar einig in der Ablehnung der Republik, aber sich gegenseitig neutralisierend bei dem Bestreben, etwas anderes an deren Stelle zu setzen. Deswegen bestimmte die Nationalversammlung auf Vorschlag von Thiers am 10. März nicht Paris, sondern Versailles (welches inzwischen von den deutschen Truppen geräumt worden war) zum vorläufigen Sitz von Regierung und Parlament.
Auch die Führer- und die Anhängerschaft der Kommune bildete keine homogene Masse, sondern es lassen sich mehrere Gruppen unterscheiden: Teile des linksliberalen Bürgertums erstrebten einen Umbau der inneren Ordnung Frankreichs, weg von dem seit Kardinal Richelieu herrschenden Zentralismus und hin zu einer Föderation autonomer französischer Städte, die mit dem Rest des Landes nur noch wenige Angelegenheiten gemeinsam haben sollte. Sie wirkten zusammen mit Anhängern des utopischen Sozialismus Proudhonscher Prägung und revolutionären Verschwörern wie Blanqui.
Auch in Städten wie Le Creusot, Lyon und Marseille hatten sich zuvor aufständische Gruppen gebildet.

## Geschichte der Kommune

### Die Kanonen von Montmartre

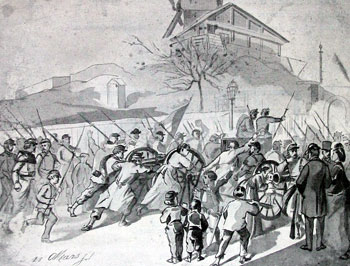
Abtransport der Kanonen nach Montmartre (zeitgenössische Darstellung)

Zum Zündfunken des Aufstands wurde der Versuch der Thiers-Regierung, der Nationalgarde zumindest die in der Nacht vom 26./27. Februar aus den Beständen der Armee gestohlene Artillerie (insgesamt 400 Rohre) wieder zu entreißen. Als Vorwand für den Diebstahl hatte gedient, die „Artillerie des Volkes“ vor den Deutschen in Sicherheit zu bringen. Da die neuen Standorte in den damaligen Arbeitervierteln Montmartre, Belleville, Buttes-Chaumont und La Villette teilweise näher an der Einschließungslinie lagen als die bisherigen an der Avenue de Wagram und im Parc Monceau, war der Vorwand ein durchaus durchsichtiger. Am 10. März vereitelte der Hauptausschuss der Nationalgarde den friedlichen Versuch des Arrondissementbürgermeisters von Montmartre, Georges Clemenceau, die dort stationierten 227 Kanonen dem von der Regierung beauftragten General Louis d’Aurelle de Paladines auszuhändigen. Am Morgen des 18. März versuchten die Regierungstruppen einen gewaltsamen Zugriff auf alle Standorte, der jedoch durch organisatorische Mängel (die Pferde zum Abtransport waren nicht rechtzeitig zur Stelle) verzögert wurde und schließlich durch Meuterei des 88. Linienregiments scheiterte, als dieses sich mit der heranziehenden Nationalgarde verbrüderte. Der die Aktion kommandierende General Claude Lecomte wurde von seinen Truppen gefangen genommen, ebenso der frühere Befehlshaber der Nationalgarde, Jacques Léon Clément-Thomas, der während eines Spazierganges in Zivil aufgegriffen wurde. Am Nachmittag des Tages wurden beide erschossen, woraufhin Thiers durch General Joseph Vinoy die wenigen treu gebliebenen Truppen und die Beamtenschaft erst auf das linke Seineufer und dann nach Versailles führen ließ. Als sich am Abend die Nachricht verbreitete, dass das Stadthaus und die Polizeipräfektur geräumt waren, zog der Hauptausschuss in das Stadthaus um. Teilweise wurden schon zu diesem Zeitpunkt Polizeiposten und Ministerien besetzt. Der Führung der Nationalgarde war damit nicht nur die militärische, sondern auch die politische Schlüsselrolle in der Stadt zugefallen.
Die radikalsten Kräfte forderten den sofortigen Marsch auf Versailles, der aber nicht unternommen wurde. Das Streben nach vollständiger Autonomie der Stadt überwog den Willen zu einer politischen Revolution in ganz Frankreich.

### Die Tage der Kommune

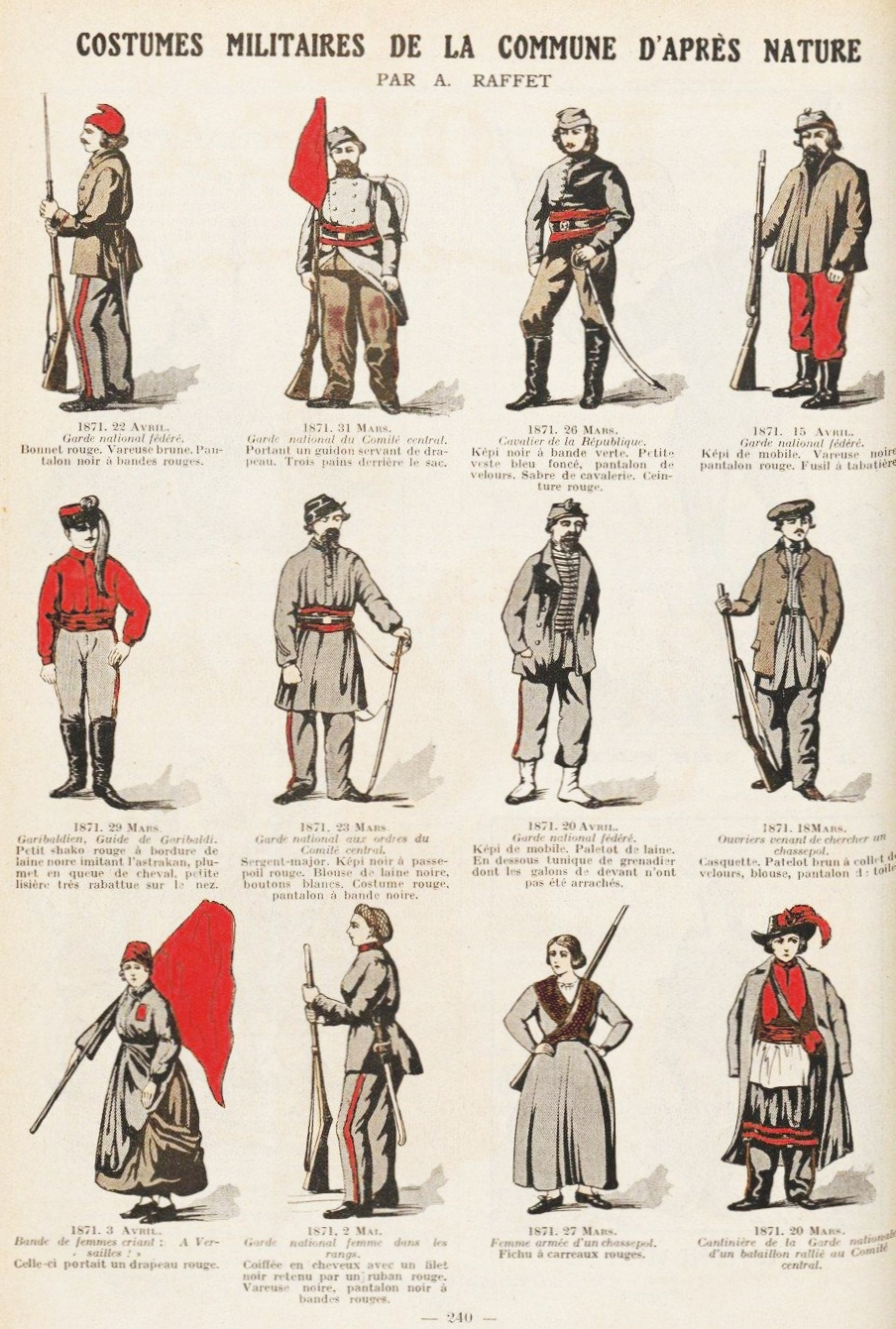
Uniformen der Kommunarden

Zunächst übernahm das Zentralkomitee der Nationalgarde die Macht in Paris, schrieb aber, da „es sich nicht anmaße, an die Stelle jener Männer zu treten, die der Atem des Volkes hinweggefegt hat“, sich also explizit nicht als Regierung begriff, schnell Wahlen zum Gemeinderat aus. Diese erbrachten am 26. März ein sehr gemischtes Ergebnis: Von 1,8 Millionen Einwohnern waren knapp 492.000 wahlberechtigt, davon machten nur knapp 221.000 (44,9 %) von ihrem Wahlrecht Gebrauch, wobei die Wahlbeteiligung zwischen je 21,0 % im 7. und 8. Arrondissement und 59,8 % im 11. sowie 58,2 % im 10. Arrondissement schwankte. Lediglich drei Gewählte (Mortier im 11. sowie Bergeret und Ranvier im 20. Arrondissement) erhielten die Stimmen von mehr als 50 % der Wahlberechtigten ihres Bezirkes. Insgesamt wurden 91 Mandate vergeben, da manche Kandidaten jedoch in mehreren Arrondissements gewählt wurden (z. B. E. Varlin im 6., 12. und 17.), gab es nur 86 Gewählte. Von diesen waren 15 Anhänger der „Ordnungspartei“, d. h. Gegner der Kommune, diese nahmen die Wahl jedoch nicht an, ebenso sechs weitere Gewählte aus unterschiedlichen Gründen. Von denen, die die Wahl annahmen, gehörten 13 Personen auch dem Zentralkomitee der Nationalgarde an, 17 waren sozialistisch-kommunistische Anhänger der I. Internationale und 31 Anhänger Blanquis. Das Zentralkomitee gab mit der Wahl die Regierungsverantwortung ab, behielt sich aber ausdrücklich die Entscheidungsgewalt über militärische Fragen vor. Der Gemeinderat (franz. Commune) verkündete die allgemeine Volksbewaffnung und ordnete die Verteidigung von Paris an, sowohl gegen die noch in den früheren Belagerungsstellungen rechts der Seine stehenden deutschen Truppen als auch gegen die französischen Regierungstruppen, die die deutschen Stellungen links der Seine übernommen hatten.

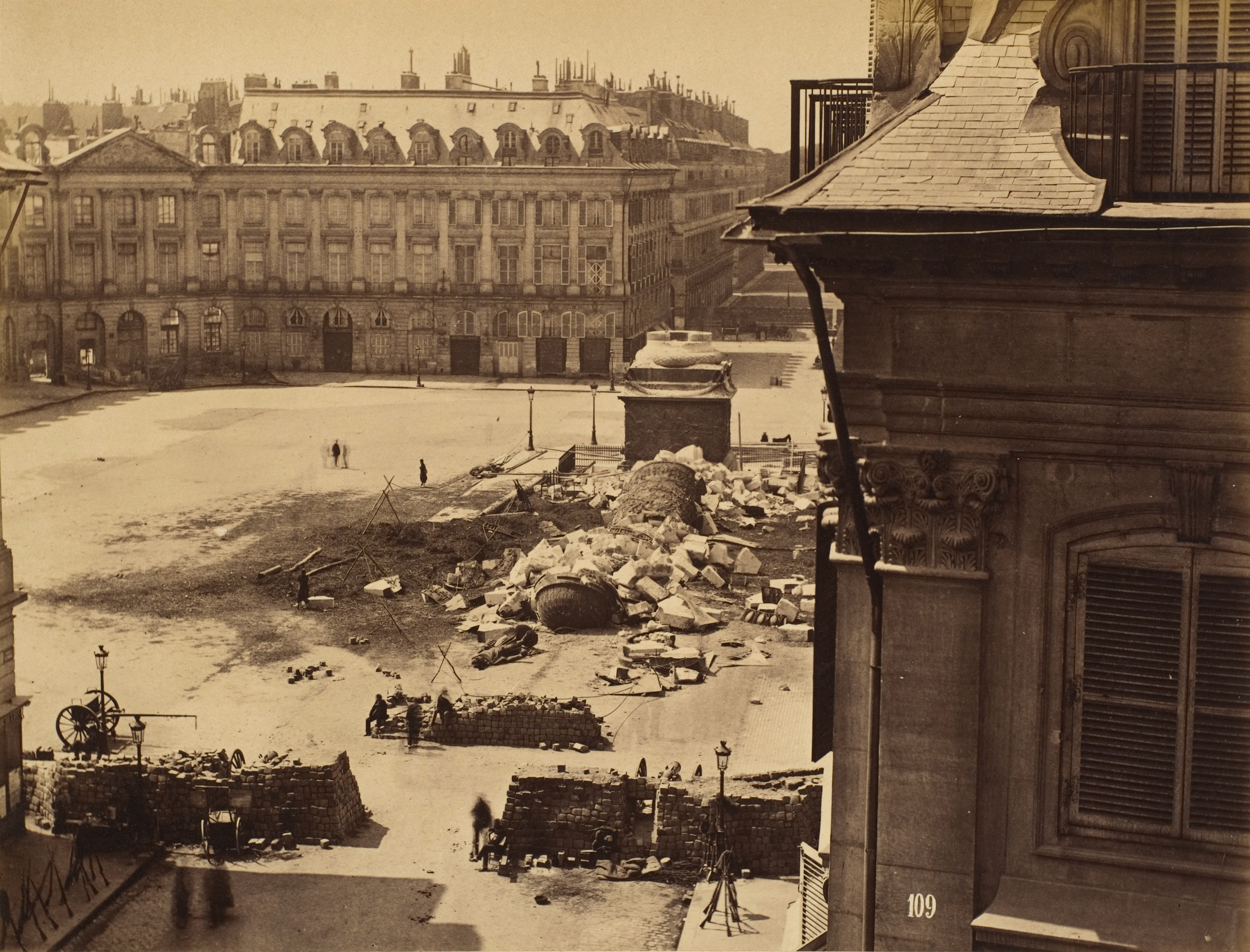
Die Reste der Vendôme-Säule, die als Symbol der Herrschaft Napoléons von den Kommunarden umgestürzt worden war; im Vordergrund Barrikaden

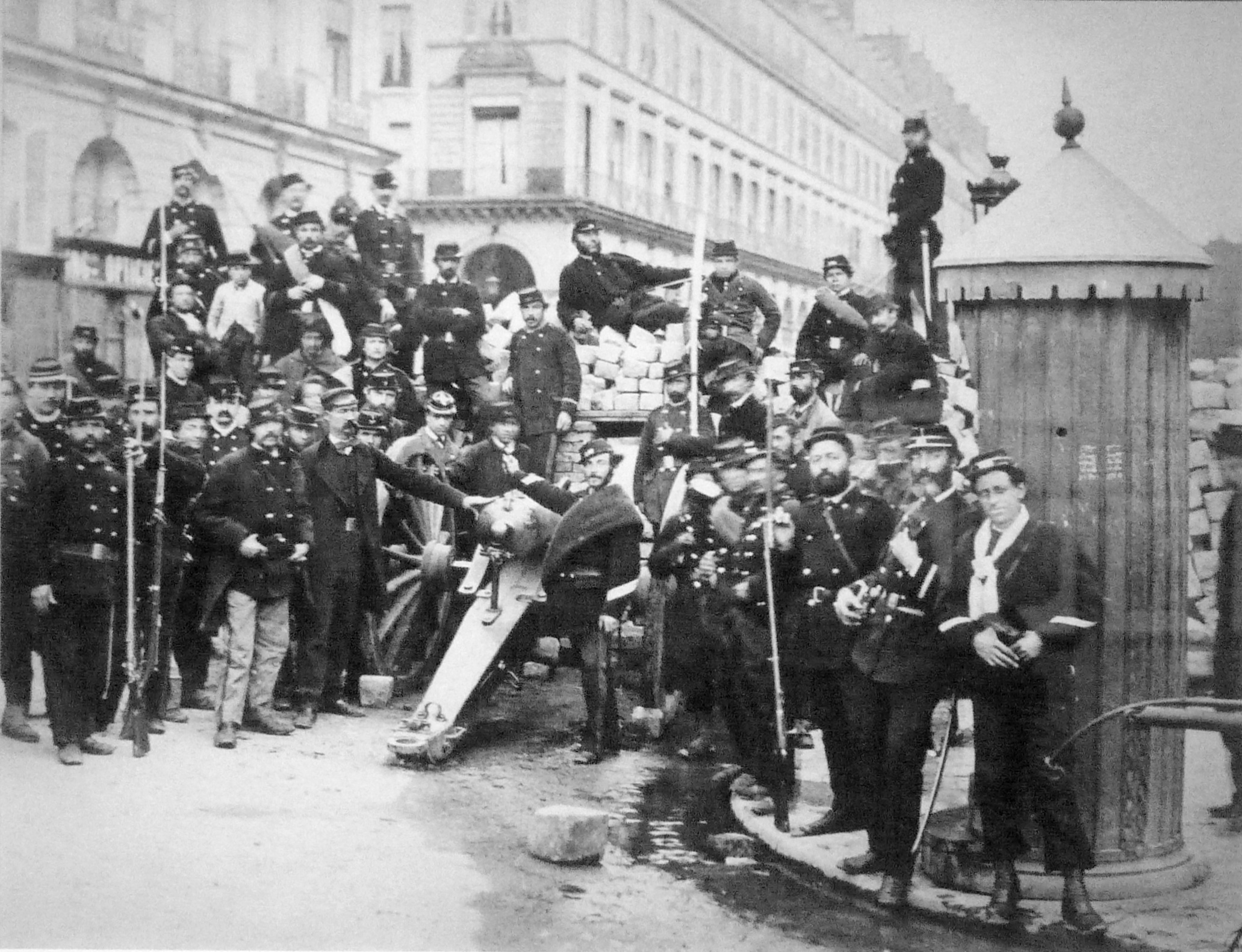
Kommunarden auf den Barrikaden auf dem Place Vendôme an der Einmündung der Rue de Castiglione

Unter den Kommunarden herrschte Einigkeit bei dem Ziel, die gerade erlangte Autonomie von Paris um jeden Preis und notfalls mit Waffengewalt zu verteidigen. Außerdem war man sich in dem Bestreben einig, als gewählte Körperschaft des Volkes die Schaffung von menschenwürdigen sozialen Verhältnissen zur Aufgabe zu haben. Insbesondere die blanquistischen Vertreter sahen ihre Verantwortung jedoch nicht nur auf Paris beschränkt, sondern versuchten, die Kommune als Mittel zur Machteroberung in ganz Frankreich zu nutzen.
Bei der Frage, in welcher Reihenfolge und mit welchen Mitteln diese Ziele erreicht werden sollten, herrschte jedoch keine Einigkeit: Es gab sowohl die Auffassung, dass durch sofortige Sozialreformen und eine Neuordnung der Gesellschaft gemäß föderalistischen, freiheitlichen und humanistischen Prinzipien die Pariser Kommune eine Vorbildwirkung für das restliche Frankreich ausüben und sich damit zugleich die moralische und soziale Legitimation bei der Bevölkerung zu verschaffen solle, ohne die der Waffengang mit Versailles nicht gewonnen werden könne. Auf der anderen Seite erkoren vor allem die Blanquisten die schnelle Unterwerfung der Versaillais zum vornehmlichen Ziel aus, Sozialreformen wären bis nach dem Sieg zu verschieben. Die Kommune wäre also demnach eher eine Kriegskommission gewesen, die die staatliche Macht auf sich vereinigte und gewillt war, zur Durchsetzung ihrer Ziele auch Gewaltmaßnahmen zu ergreifen. Ein erster Versuch dazu war der „Spaziergang nach Versailles“ zur Sprengung der Nationalversammlung und Verhaftung der Regierung am 3. April, der jedoch im Feuer des Forts Mont Valérien zusammenbrach, das von Regierungstruppen besetzt war. Die daraufhin von der Kommune ausgesprochenen Anklagen gegen die Minister der Regierung Thiers samt sofortiger Konfiszierung ihres Vermögens änderten an den tatsächlichen Machtverhältnissen nichts.
Es kam nur zu wenigen Versuchen der Etablierung einer Kommune-Herrschaft in anderen französischen Städten, und diese wurden bis auf Lyon auch schnell von der Regierung niedergeschlagen. Die Regierungstruppen erzielten Schritt-für-Schritt-Erfolge an den einzelnen Forts, und es gelang trotz aller Aufrufe, Proklamationen und Beschlüsse keine Steigerung der Gefechtskraft der Nationalgarde. Aufgrund dieser Misserfolge erlangte die autoritäre Fraktion bald ein höheres Gewicht im Gemeinderat. Dies wurde zusätzlich durch den Austritt gemäßigter Vertreter begünstigt, nachdem am 4. Mai nach einer Kampfabstimmung ein aus der Revolution von 1789 bekannter Wohlfahrtsausschuss gebildet worden war. Dieser wurde mit quasi diktatorischen Vollmachten ausgestattet, und seine Mitglieder waren nur der Kommune verantwortlich. Der Wohlfahrtsausschuss hob die Pressefreiheit praktisch auf: Eine Reihe von Zeitungen wurde gänzlich verboten, die übrigen durften über seine Sitzungen nicht mehr berichten, denn, so ein Mitglied: „mit Pressefreiheit ist überhaupt keine Regierung möglich“.
Unter den Führungspersonen gab es einen häufigen Wechsel, denn es kam zu gegenseitigen Verhaftungen unter dem Verdacht des Verrats zugunsten der Regierung Thiers. Jules-Henri-Marie Bergeret, Mitglied des Zentralkomitees und der Kriegs- sowie der Exekutivkommission der Kommune, wurde nach der Niederlage vom 3. April am 8. verhaftet und schrieb an die Wand seiner Zelle: „Bürger Cluseret, Sie haben mich hier eingesperrt. In einer Woche erwarte ich, Sie hier zu sehen.“ Er irrte nur in der Zeit, denn sein Nachfolger wurde erst am 1. Mai verhaftet. Dessen Nachfolger Louis Rossel amtierte nur wenige Tage, bis er, zusammen mit einem vernichtenden Urteil über die Kommune, am 9. Mai mit den Worten: „Ich habe die Ehre, um eine Zelle in Mazas zu bitten“ zurücktrat. Der letzte „Kriegsminister“ der Kommune war dann Louis Charles Delescluze.
Die Kommune begann mit sozialen, politischen und wirtschaftlichen Maßnahmen, die die Lebensbedingungen der Bürger verbessern sollten. An sozialen Maßnahmen erging vor allem ein Dekret über den rückwirkenden Erlass von fälligen Mieten, der Erlass über die Rückgabe von verpfändeten Gegenständen, insbesondere von „Kleidungsstücken, Möbeln, Wäsche, Büchern, Bettzeug und Arbeitswerkzeugen“ und die Abschaffung der Nachtarbeit für Bäckergesellen. Andere Dekrete waren grundsätzlicher Natur und spiegeln den säkularen und sozialreformerischen Anspruch der Kommune wider; dazu gehört beispielsweise die Trennung von Kirche und Staat und ein Dekret, nach dem die von ihren Besitzern bei der Flucht der Regierung verlassenen Fabriken in Kollektiveigentum überführt und durch eine „kooperative Assoziation der Arbeiter“ betrieben werden sollten. Weiterhin gestand die Kommune den Waisen von bei der Verteidigung von Paris gefallenen Nationalgardisten eine Pension zu, egal ob es sich dabei um legitime oder illegitime Kinder handelte.
Zu den Verordnungen zählten darüber hinaus symbolische Akte, wie die Zerstörung der Guillotine mit einem Schwert auf der Place Voltaire oder der Sturz der Vendôme-Säule, des Symbols der napoleonischen Feldzüge. Der Revolutionskalender aus der Zeit der Französischen Revolution wurde wieder eingeführt. Auch galten scharfe Tugendregeln, wie Maximilien de Robespierre sie vertreten hatte: Cafés, in denen Cocottes ihrem Gewerbe nachgingen, wurden überfallen, deren Freier verhaftet. Sozialistische Maßnahmen, etwa die Verstaatlichung der Banque de France, unterblieben, wie Friedrich Engels später mit Bedauern vermerkte. Der Historiker Gordon A. Craig bezweifelt daher, dass der Aufstand der Kommune eine proletarische Revolution war, als die er in der marxistischen Geschichtsschreibung dargestellt wird.

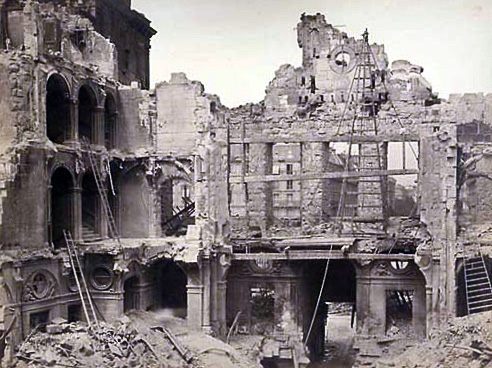
Zerstörungen in Paris, hier der Cour de Louis XIV im Hôtel de Ville

### Die blutige Maiwoche
Da die Stärke der regulären französischen Armee gemäß dem Vorfrieden auf 40.000 Mann begrenzt war, musste sich die Regierung zunächst mit der Einschließung und Beobachtung von Paris begnügen. Auf Bitten der Thiers-Regierung wurden zahlreiche Kriegsgefangene, darunter auch Marschall Mac-Mahon, beschleunigt entlassen, so dass die Regierung Anfang April über 65.000 Mann, Ende April dann über 170.000 Mann verfügen konnte, deren Oberbefehl der Marschall übernahm. Helmuth von Moltke kommentierte in seiner Geschichte des Deutsch-Französischen Krieges: „Die Deutschen hätten leicht der Sache ein schleuniges Ende bereiten können, aber welche Regierung könnte sich durch fremde Bajonette in ihre Rechte einführen lassen?“. Nachdem die Regierung die auch in der Provinz vereinzelt aufflammenden Aufstände niedergeschlagen hatte, begannen die regulären französischen Truppen mit der Beschießung der Befestigungen von Paris. Am 8. Mai fiel das Fort d’Issy, am 13. das Fort de Vanves, am 16. verließen die Kommunarden das Fort de Montrouge.
Am 21. Mai 1871 drangen Regierungstruppen durch die von der Wache verlassene Porte de Saint-Cloud in die Stadt ein. Die Organisationsstrukturen der Kommune brachen damit zusammen, und es kam wie zu ihrem Beginn zu dezentralem Kampf in den Pariser Stadtbezirken. Der verbissene Kampf während der sogenannten „Blutigen Maiwoche“, der vor allem um Barrikaden in den Pariser Straßen geführt wurde, dauerte bis zum 28. Mai. Am 22. Mai befahl die Führung der Kommune das Niederbrennen „verdächtiger Häuser“ und öffentlicher Gebäude der ganzen Stadt, nachdem dieses Vorgehen bereits am 16. Mai in der Zeitung Le Cri du peuple leicht verschlüsselt angekündigt worden war: „Man hat alle Maßregeln ergriffen, dass kein fremder Soldat nach Paris hineinkommt. Die Forts können genommen werden, eines nach dem anderen; die Wälle können fallen. Aber kein Soldat kommt nach Paris herein. Wenn Herr Thiers Chemiker ist, so wird er uns verstehen.“ Der Palais du Louvre, das Palais Royal, das Pariser Rathaus, die Polizeipräfektur, der Rechnungshof, das Zolllager und das Finanzministerium, die Paläste des Staatsrates und der Ehrenlegion, mehrere Theater und der Justizpalast sowie das Palais des Tuileries fielen den Flammen in unterschiedlichem Grade zum Opfer.
Den Kämpfen folgten Massenexekutionen von echten und vermeintlichen Kommunarden durch die Regierungstruppen. Bei der Hinrichtung von mehr als 10 Gefangenen wurden dabei Maschinengewehre eingesetzt. Ein offizieller Regierungsbericht gab die Zahl der dabei Exekutierten mit 17.000 Menschen an, andere Schätzungen beziffern die Zahl der Getöteten auf bis zu 35.000. Die meisten gefangenen Kommunarden wurden entweder sofort standrechtlich erschossen, von Schnellgerichten abgeurteilt oder nach Versailles oder in die Kolonien, z. B. Île des Pins, deportiert. Die Deportierten wurden grausam behandelt: Zunächst wurden sie mit Viehwaggons mehrere Tage lang zu den Häfen transportiert, die Gefängnisschiffe für die Überfahrt waren überfüllt, die Infrastruktur in den Strafkolonien war nicht auf diese Menge an Menschen eingerichtet. Viele Kommunarden starben in den ersten Monaten. 1879 begnadigte Präsident Mac Mahon 2245 Deportierte, 1880 wurde eine allgemeine Amnestie erlassen.

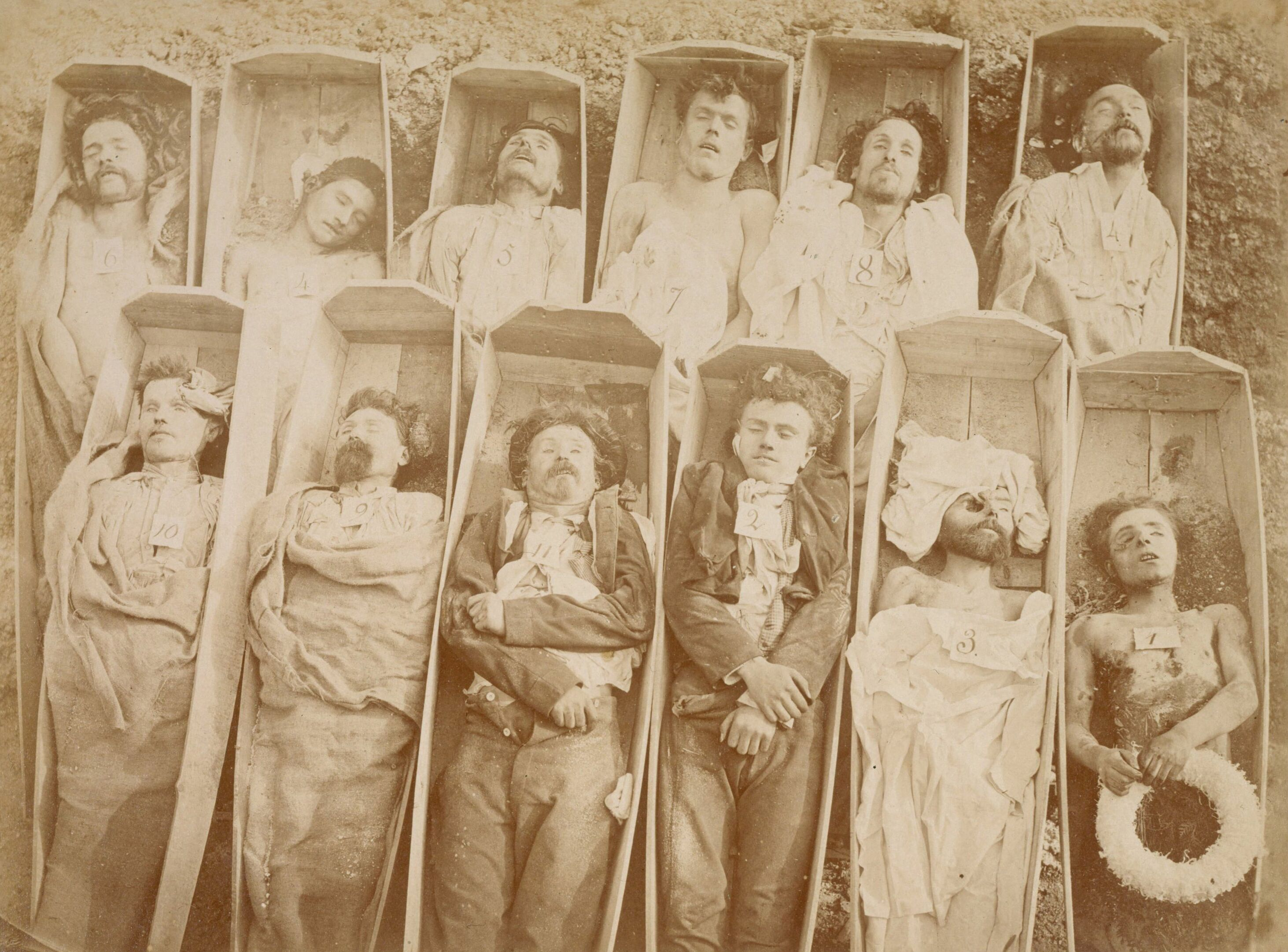
Erschossene Kommunarden vom 28. Mai 1871 in Särgen

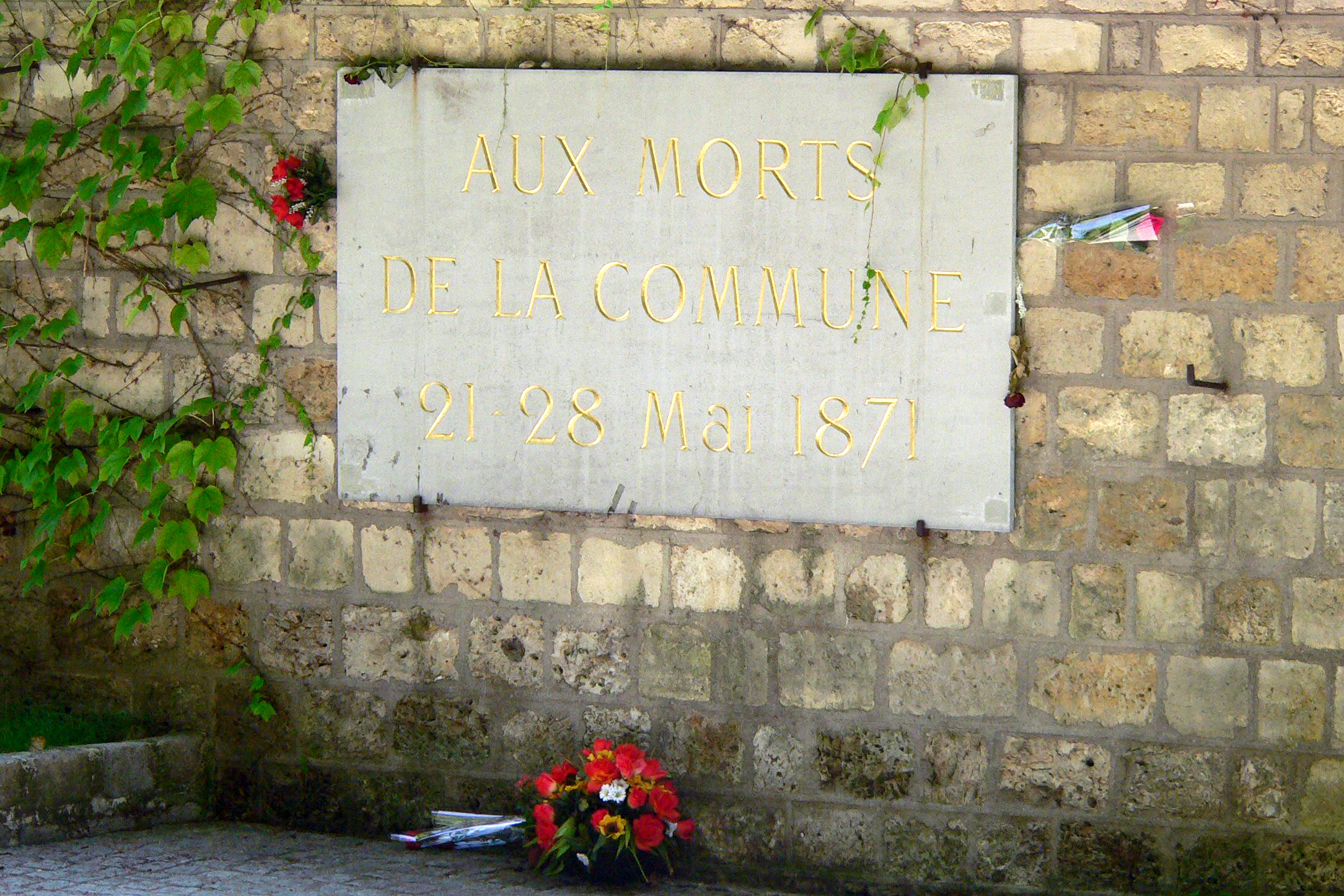
Gedenktafel an der Mur des Fédérés auf dem Friedhof Père-Lachaise

Die Regierungstruppen verzeichneten 900 Gefallene, die Kommunarden töteten im Verlauf der Kämpfe rund 70 Geiseln. Zur Umsetzung des sogenannten „Geiseldekrets“ vom 17. Mai, wonach die Exekution jedes Kommunarden durch die Regierungstruppen „mit der Exekution der dreifachen Anzahl Geiseln“ durch die Kommune beantwortet werden sollte, kam es nicht. Ein angestrebter Gefangenenaustausch zwischen Paris und Versailles, des Erzbischofs von Paris Georges Darboy gegen den Revolutionär Louis-Auguste Blanqui, scheiterte am Widerstand der Thiers-Regierung und endete mit der Ermordung des Erzbischofs sowie weiterer fünf Geiseln am 24. Mai. Am 26. Mai wurden weitere 70 Geiseln exekutiert, zumeist Geistliche und Polizisten.
Die Pariser Kommune endete am 28. Mai 1871 mit der Erschießung der vermutlich letzten aktiven 147 Kommunarden an der südlichen Mauer – Mur des Fédérés – des Friedhofs Père-Lachaise.

## Soziologische Betrachtung
Die Kommune des belagerten Paris markierte sozialgeschichtlich den Beginn einer neuen Epoche. Nach Sebastian Haffner ging es dabei

„zum ersten Mal um Dinge, um die heute in aller Welt gerungen wird: Demokratie oder Diktatur, Rätesystem oder Parlamentarismus, Sozialismus oder Wohlfahrtskapitalismus, Säkularisierung, Volksbewaffnung, sogar Frauenemanzipation – alles das stand in diesen Tagen plötzlich auf der Tagesordnung.“

Aus diesen Gründen wird die Zeit der Pariser Kommune verschiedentlich auch als ein Manifestationspunkt der Moderne bezeichnet.

### Emanzipation der Frauen

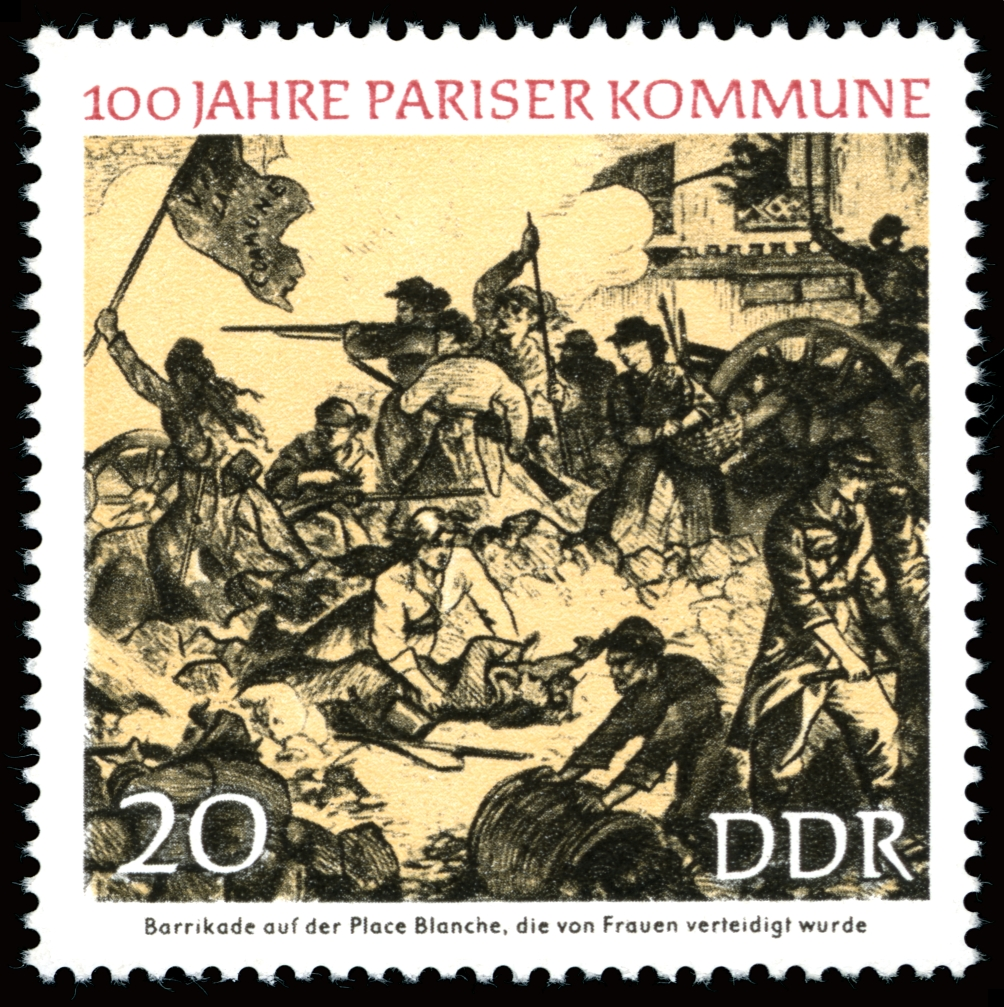
Frauen verteidigen Barrikade, auf einer Briefmarke der DDR von 1971

Während der Pariser Kommune entstand die erste feministische Massenorganisation mit der Union des femmes pour la défense de Paris et les soins aux blessés unter dem Einfluss der russischen Aristokratin Elisabeth Dmitrieff und der Buchbinderin Nathalie Lemel. Die Frauen verlangten und bekamen in dieser kurzen Zeit erstmals das Recht auf Arbeit und gleichen Lohn wie Männer und erstritten weitere Rechte wie die Gleichstellung ehelicher und nicht ehelicher Kinder sowie die Säkularisierung von Bildungs- und Krankenpflegeeinrichtungen. Dazu bildeten Frauen Organisationen, die für die Rechte der Frauen in der Gesellschaft kämpfen. Die beiden größten von ihnen hießen Le Comité de Vigilance und L’Union des femmes. Diese beiden Organisationen nahmen oft an politischen Debatten in Debattierclubs teil. Durch die Organisationen konnten die Frauen auch in mehreren Bereichen der Organisation der Kommune teilnehmen. Frauen wie Louise Michel kämpften auf den Barrikaden mit.
In den USA erschienen nur in der Zeitschrift Woodhull and Claflin’s Weekly von Victoria Woodhull und ihrer Schwester Tennessee Claflin positive Berichte über die Kommune, insbesondere über die Frauen der Kommune.

## Künstlerische Rezeption
Die Tage der Pariser Kommune haben vielfältigen Eingang gefunden in die künstlerische Verarbeitung, insbesondere in die Literatur. Im Folgenden seien einige Beispiele genannt:

### Film
Eine der ersten filmischen Rezeptionen ist der Stummfilm aus der Sowjetunion des Jahres 1929 (Das neue Babylon (Новый Вавилон), 129 min., Regie: Grigori Kosintsew, Leonid Trauberg). Die DDR produzierte 1966 die Theateraufzeichnung Die Tage der Commune von Brecht. Jüngere Beispiele sind der Dokumentarfilm aus Frankreich des Jahres 2000 (La commune (Paris, 1871), 345 min. Regie: Peter Watkins) und die Dokumentation (88 min.) „Die Verdammten der Pariser Kommune“, Regie: Raphaël Meyssan, Frankreich
2019 auf ARTE.

### Musik
Schon 1871 verwendete die Pariser Kommune die von Jules Faures verfasste Marseillaise de la Commune als Hymne.
Hanns Eisler vertonte das Gedicht Resolution der Kommunarden von Bertolt Brecht (1934).
Großen Einfluss hatten die Ideen der Kommunarden auf Luigi Nonos Azione scenica („Szenische Aktion“) mit dem Titel Al gran sole carico d’amore (Unter der großen Sonne mit Liebe beladen) von 1972/74, der sie damit in die Tradition der sozialistischen Revolten und Revolutionen stellt.
Die österreichische Folkrock-Band Schmetterlinge bearbeitete in den 1970er Jahren die Geschichte der Pariser Kommune im vierten Abschnitt ihres politischen Oratoriums Proletenpassion (getextet von Heinz Rudolf Unger), einer Art Revue zur Geschichte der revolutionären Bewegungen der Neuzeit. Das Werk wurde 1976 als szenische Theaterfassung uraufgeführt, 1977 als konzertante Fassung auf drei Langspielplatten eingespielt und 2015 in Wien einer neuen Fassung aufgeführt. Von den Schmetterlingen inspiriert, folgte 1977 das Doppelalbum Die Pariser Commune von der Politrockband Oktober, die sich in ihrem Werk ausschließlich mit der Pariser Kommune befasste.

### Hörspiel
1971 verarbeitete Brigitte Granzow die Biografien vergessener Kämpferinnen zum Hörspiel Die Frauen der Pariser Kommune, das vom WDR produziert wurde.

## Erinnerung
- Das polnische Steinkohlenbergwerk Jan Kanty (1920–2000) trug von 1953 bis 1989 den Namen Kopalnia Węgla Kamiennego Komuna Paryska
- Der Parischskaja-Kommuna-Gletscher in der Antarktis wurde 1960/61 während einer sowjetischen Antarktisexpedition benannt.
- Das Sowjet-Raumschiff Woschod 1 (1964) führte als symbolische Fracht neben Bildern von Marx und Lenin auch den übriggebliebenen Fetzen einer Fahne der Pariser Kommune mit sich in den Weltraum.[32]
- Im Ost-Berliner Stadtteil Friedrichshain wurde 1971 die damalige Fruchtstraße in Straße der Pariser Kommune benannt.

### Sachbücher
- Jean Bruhat, Jean Dautry, Émile Tersen: Die Pariser Kommune von 1871. Hrsg. der deutschen Ausgabe Heinz Köller. Deutscher Verlag der Wissenschaften, Berlin 1971.[33]
- Florian Grams: Die Pariser Kommune, Papyrossa, Köln 2014, ISBN 978-3-89438-530-9.
- Sebastian Haffner: Im Schatten der Geschichte. Historisch-politische Variationen aus 20 Jahren, DVA, Stuttgart 1985, S. 70–121, ISBN 3-421-06253-6; als Taschenbuch unter dem Titel Historische Variationen, dtv, München 2003, ISBN 3-423-34010-X.[34]
- Heinz-Gerhard Haupt, Karin Hausen: Die Pariser Kommune. Erfolg und Scheitern einer Revolution Campus, Frankfurt am Main 1979, ISBN 3-593-32607-8.
- Irmgard und Paul Hartig: Die Pariser Kommune 1871, Klett, Stuttgart 1971, ISBN 3-12-429300-2.
- Alistair Horne: The Fall of Paris: The Siege and the Commune 1870–71, 1965, (deutsche Ausgabe: Es zogen die Preußen wohl über den Rhein), S. 416, Scherz, München 1970; 2. Auflage, Lübbe, Bergisch Glattbach 1978, ISBN 3-404-00860-X.
- Heinrich Koechlin: Die Pariser Commune von 1871 im Bewusstsein ihrer Anhänger, Don-Quichotte-Verlag, Basel 1950, DNB 750223855 (Zugleich: Dissertation an der Universität Basel, Philosophisch-historische Fakultät, unter dem Titel: Die Pariser Commune des Jahres 1871 im Bewusstsein ihrer Anhänger).
- Bernd Kramer (Hrsg.): Leben – Ideen – Kampf. Louise Michel und die Pariser Kommune von 1871. Kramer, Berlin 2001, ISBN 3-87956-263-6.
- Pjotr L. Lawrow: Die Pariser Kommune vom 18. März 1871. Geschehnisse – Einfluß – Lehren, Unrast, Münster 2001, ISBN 3-89771-905-3.
- Henri Lefebvre: La Proclamation de la Commune, Paris (Gallimard) 1965 (= Collection Trente Journées). Lefebvre, abgerufen am 6. Juli 2013.
  - Deutschsprachige Teilübersetzung: Laura Strack et al. (Hrsg.): Baustelle Commune. Henri Lefebvre und die urbane Revolution von 1871. adocs, Hamburg 2023, ISBN 978-3-943253-61-0.
- Karl Marx: Der Bürgerkrieg in Frankreich. Marx-Engels-Werke Band 17. Dietz Verlag, Berlin 1962, S. 313–365.
- Louise Michel: Die Pariser Commune. Aus dem Französischen von Veronika Berger, Mandelbaum Verlag, Wien 2020, ISBN 978-3-85476-882-1.
- Thankmar von Münchhausen: 72 Tage. Die Pariser Kommune 1871 – die erste „Diktatur des Proletariats“. Deutsche Verlags-Anstalt, München 2015, ISBN 978-3-421-04440-2.
- Dieter Marc Schneider (Hrsg.): Pariser Kommune 1871, 2 Bände, Rowohlt, Reinbek bei Hamburg 1971:
  - Band 1: Bakunin, Kropotkin, Lavrov, ISBN 3-499-45286-3.
  - Band 2: Marx, Engels, Lenin, Trotzki, ISBN 3-499-45287-1.
- Kristin Ross: Communal luxury : the political imaginary of the Paris Commune. Verso, London 2015.
- Judith Prokasky: Vom Ereignis zum Mythos. Die Pariser Commune in den Bildmedien 1871–1914, Weimar 2005.
- Helmut Swoboda (Hrsg.): Die Pariser Kommune 1871, dtv, München 1972, ISBN 3-423-00734-6.

### Belletristik
- Bertolt Brecht: Resolution, 1934. In: Svendborger Gedichte, 1939, vertont von Hanns Eisler.
- Bertolt Brecht: Die Tage der Commune, Suhrkamp, Frankfurt 1993, ISBN 3-518-10169-2.
- Jutta Ditfurth: Die Himmelsstürmerin, Marion von Schröder Verlag, Düsseldorf 1998, ISBN 3-547-72108-3.
- Dieter Forte: Jean Henry Dunant oder Die Einführung der Zivilisation, Frankfurt am Main 1978, ISBN 3-596-22301-6.
- Jean Vautrin: Le Cri du Peuple, Roman, Paris 1999. Als Comicroman adaptiert von Jacques Tardi. In dieser Form ins Deutsche übersetzt:
  - Jacques Tardi & Jean Vautrin: Die Macht des Volkes. Ein Comicroman in vier Bänden, Edition Moderne, Zürich:
    - Die Kanonen des 18. März, 2002, ISBN 3-907055-62-4.
    - Die zerstörte Hoffnung, 2003, ISBN 3-907055-73-X.
    - Zeit des Schreckens. 2004, ISBN 3-907055-84-5.
    - Das Vermächtnis der Ruinen, 2005, ISBN 3-907055-96-9.
- Arthur Rimbaud: Sämtliche Werke, Insel-Verlag, Frankfurt/Leipzig 1992, ISBN 3-458-33098-4:
  - Die Pariser Orgie oder Paris füllt sich wieder, (franz.: L’orgie parisienne ou Paris se repeuple).
  - Die Hände Jeanne-Maries, (franz.: Les mains de Jeanne-Marie).
  - Pariser Kriegslied, (franz.: Chant de guerre parisien).
- Jules Vallès: Jacques Vingtras. Das Kind. Die Bildung. Die Revolte, März bei Zweitausendeins, Frankfurt 1979; wieder: Area, Erftstadt 2004, ISBN 3-89996-029-7 (autobiographische Trilogie) und andere Auflagen; auch mit Titelvarianten, siehe den Autorenartikel.
- Émile Zola: Der Zusammenbruch (La débâcle), 1892.